# 송장

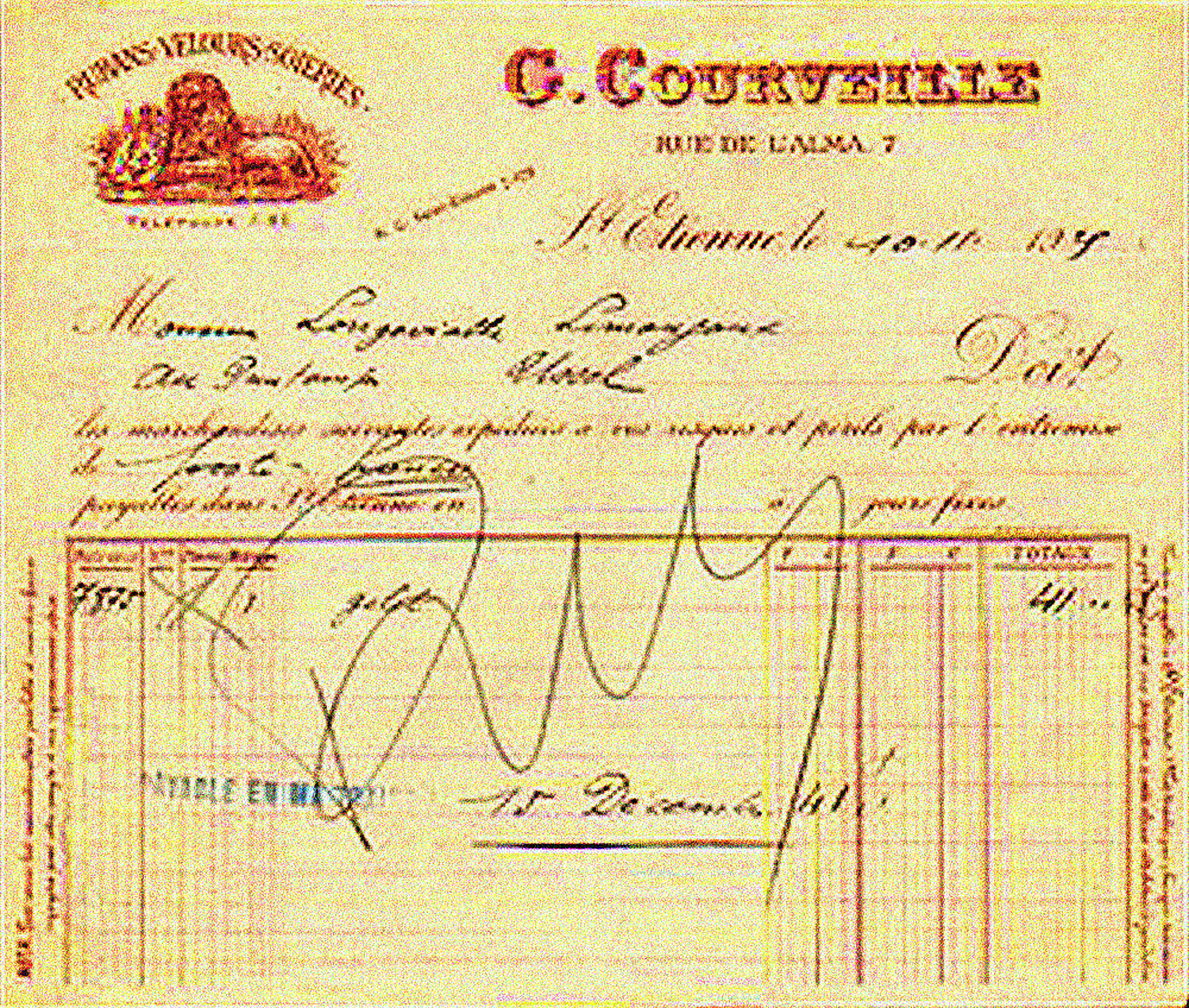

송장(送狀) 또는 인보이스(영어: invoice, bill 또는 tab)는 매매계약의 조건을 정당하게 이행했다는 뜻을 판매측(수출업자)이 구매측(수입업자)에 전달하는 서류로 일반적으로는 발송장이라고 한다. 그러나 계산서나 청구서의 기능도 지니기 때문에 원어 그대로 쓰이기도 한다. 판매측이 보내는 인보이스는 발송한 화물의 내용 명세서이며 거래 계산을 밝힌 계산서 겸 대금청구서이기도 하다. 구매측에 있어서는 선적, 보험, 하환 등의 계약 이행을 명시한 상업문서이며, 또 수입지 세관에 제출하는 수입 신고서에 첨부되는 중요 서류로도 쓰인다.

## 운송장
운송장은 운송인의 청구에 의하여 송하인이 작성하여 교부하는 서장을 말한다. 운송장에는 운송물의 종류·수량 또는 용적과 포장의 종별, 개수와 기호, 수하인과 송하인의 성명·상호, 도착지, 영업소나 주소, 운임과 그 선급 또는 착급의 구별, 운송장의 작성지와 작성날짜를 기재하고 운송인이 기명날인하는 양식을 취한다(상법 제126조). 운송인은 운송장의 교부를 송하인에게 청구할 수 있고, 송하인이 운송장을 허위나 부정확하게 기재한 경우, 운송인은 손해배상을 청구할 수 있다(상법 제127조). 운송장은 운송물과 수하인 등을 구별하는데 용이하며, 후에 증거방법으로 사용할 수 있다.

## 같이 보기
- 선하증권
- 최고
- 영수증
- 분류:금융규제

## 참고 자료
- 이 문서에는 다음커뮤니케이션(현 카카오)에서 GFDL 또는 CC-SA 라이선스로 배포한 글로벌 세계대백과사전의 내용을 기초로 작성된 글이 포함되어 있습니다.
- free online invoice generator 보관됨 2018-08-09 - 웨이백 머신, invoice PDF and Print facility for easy use.
- Electronic invoice software 보관됨 2021-01-15 - 웨이백 머신 , see the invoice generation documentation